# George Yeo

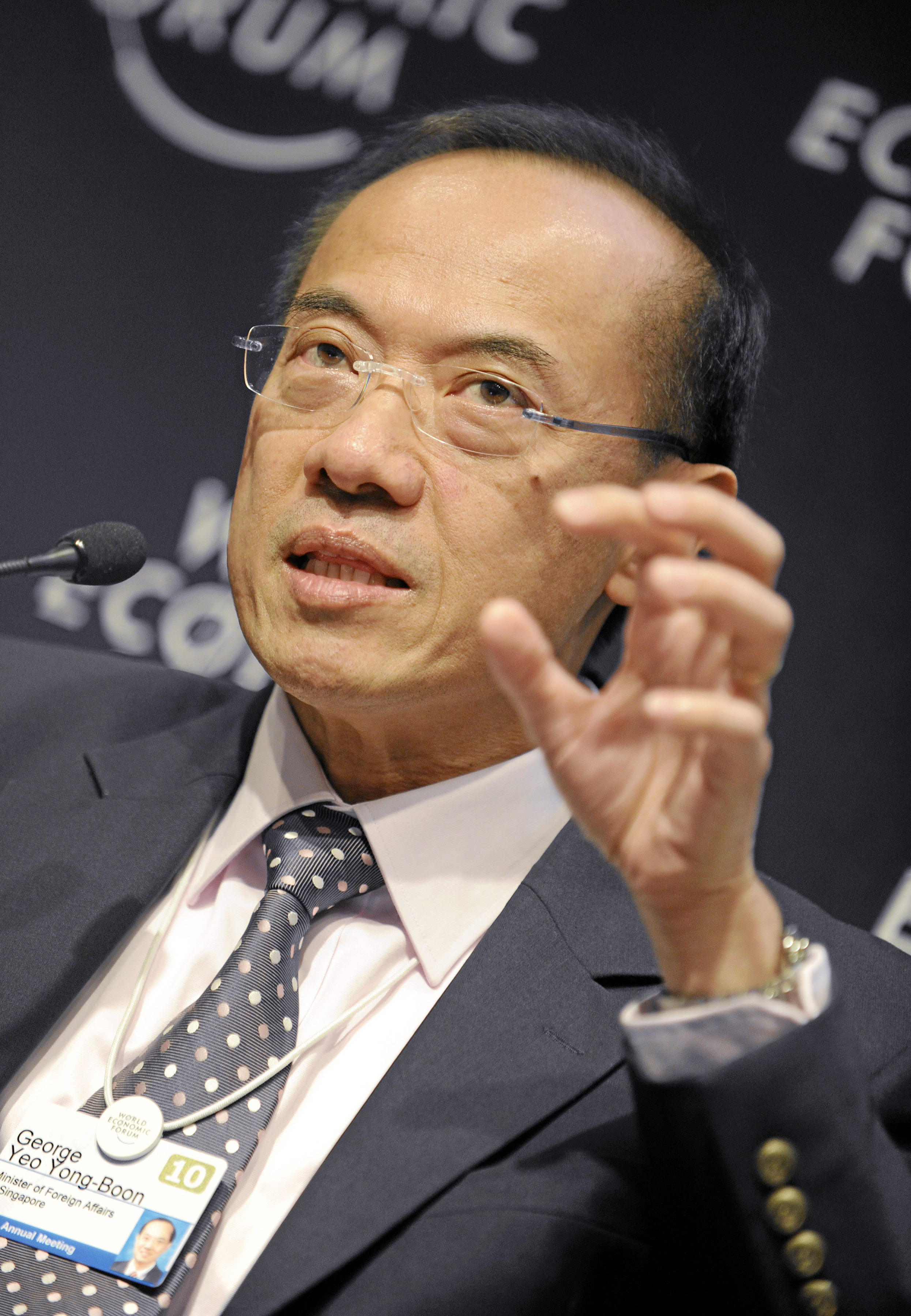
Yeo während des WEFs 2010

George Yong-Boon Yeo (* 13. September 1954 in Singapur) ist ein Brigadegeneral und Politiker aus Singapur.

## Biografie

### Studien und Aufstieg zum Brigadegeneral
Nach dem Besuch der Grund- und Sekundarschule St. Patrick’s, St. Stephen’s und St. Joseph’s Institution, die er 1970 als Jahrgangsbester abschloss, erhielt er ein Stipendium des Präsidenten sowie 1973 der Singapore Armed Forces (SAF), die ihm ein Studium der Ingenieurwissenschaften an der Cambridge University ermöglichten. Während seines Studiums war er Präsident der Vereinigung der Studenten von Malaysia und Singapur an der Cambridge University. 1976 beendete er sein Studium mit einem Prädikatsexamen.
Nach seiner Rückkehr nach Singapur trat er in die SAF ein und diente zunächst als Signaloffizier. 1979 absolvierte er den Kurs an der Militärakademie (Command and Staff College), den er ebenfalls als Jahrgangsbester abschloss. Anschließend wechselte er zur Luftwaffe, wo er später Leiter der Planungsabteilung wurde. 1983 begann er ein Postgraduiertenstudium der Betriebswirtschaft an der Harvard Business School, das er 1985 mit einem Master in Business Administration (MBA) mit Auszeichnung abschloss. Nach seiner Rückkehr wurde er 1985 zunächst Chef des Stabes der Luftwaffe, ehe er 1986 zum Direktor für Gemeinsame Operationen und Planungen im Verteidigungsministerium ernannt wurde. 1988 erfolgte seine Beförderung zum Brigadegeneral sowie zugleich im August 1988 sein Ausscheiden aus den Streitkräften.

### Politische Laufbahn und Aufstieg zum Außenminister

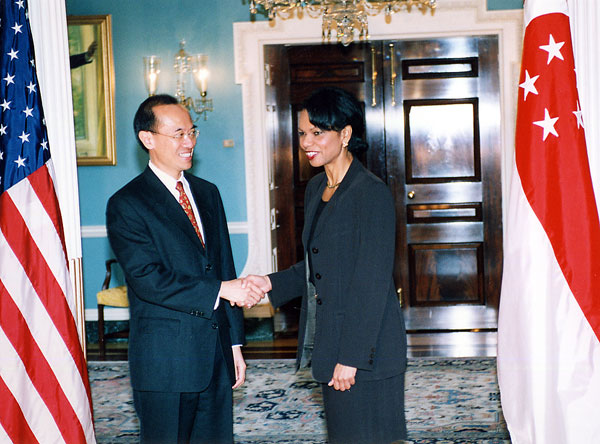
George Yeo mit US-Außenministerin Condoleezza Rice (2005)

Unmittelbar darauf begann er am 3. September 1988 seine politische Laufbahn mit der Wahl zum Abgeordneten des Parlaments als Kandidat der Aljunied Group Representation Constituency (GRC), einer Gruppierung innerhalb der Regierungspartei People’s Action Party (PAP). Unmittelbar darauf wurde er am 13. September 1988 Staatsminister für Finanzen und Staatsminister für Auswärtige Angelegenheiten im Kabinett von Lee Kuan Yew und übte dieses Amt bis zum Ende von Lee Kuan Yews Amtszeit am 27. November 1990 aus. Lee Kuan Yews Nachfolger Goh Chok Tong berief ihn im Anschluss zum amtierenden Minister für Information und Künste sowie zum Seniorstaatsminister für Auswärtige Angelegenheiten.
Bei den Parlamentswahlen 1991 wurde er als Vertreter der Aljunied GRC ohne Gegenkandidaten wieder zum Abgeordneten des Parlaments gewählt. Kurz darauf wurde er am 1. Juli 1991 von Goh Chok Tong zum Minister für Information und Künste sowie zum Zweiten Minister für Auswärtige Angelegenheiten ernannt und in diesen Ämtern auch am 7. September 1991 bestätigt, Am 2. Januar 1994 gab er das Amt des Zweiten Ministers für Auswärtige Angelegenheiten ab und übernahm unter Beibehaltung des Ministeramtes für Information und Künste das Amt des Gesundheitsministers. Zwischen 1991 und 2000 ist er außerdem Vorsitzender des Jugendverbandes der People’s Action Party (Young PAP).
Nach den allgemeinen Wahlen vom 25. Januar 1997 gab er das Amt des Gesundheitsministers ab und wurde zusätzlich neben dem Amt des Ministers für Information und Künste zugleich Zweiter Minister für Handel und Industrie. Am 3. Juni 1999 verzichtete er auf das Amt des Ministers für Information und Künste und wurde stattdessen Minister für Handel und Industrie.
Bei den allgemeinen Wahlen vom November 2001 wurde er als Vertreter der Aljunied GRC wieder zum Abgeordneten des Parlaments gewählt und wiederum zum Minister für Handel und Industrie in die Regierung von Goh Chok Tong berufen.
Am 12. August 2004 übernahm nach dem Amtsantritt des neuen Premierministers Lee Hsien Loong das Amt des Ministers für Auswärtige Angelegenheiten. Bei den Wahlen vom Mai 2006 wurde er wiederum als Vertreter der Aljunied GRC zum Abgeordneten des Parlaments gewählt und anschließend von Premierminister Lee Hsien Loong im Amt des Außenministers bestätigt.
2007 war er als Außenminister auch turnusmäßig Vorsitzender des Ministerrates der ASEAN und gab in dieser Funktion im September 2007 vor den Vereinten Nationen in New York City eine Stellungnahme zur Lage in Myanmar nach gewaltsam niedergeschlagenen Demonstrationen und forderte stellvertretend für die ASEAN die Freilassung aller politischen Gefangenen einschließlich von Aung San Suu Kyi. In einem Interview mit der Washington Times sprach er neben den Beziehungen zwischen den USA und Singapur auch über die Bekämpfung des Internationalen Terrorismus.